# 페타르 라트코브
페타르 라트코브(세르비아어: Петар Ратков, 2003년 8월 18일 ~ )는 세르비아의 프로 축구 선수로, 레드불 잘츠부르크와 세르비아 국가대표팀에서 센터포워드로 활약하고 있다.

## 구단 경력
2023년 6월 18일, 라트코브는 오스트리아 분데스리가 챔피언 레드불 잘츠부르크와 5년 계약으로 계약했다.

## 국가대표팀 경력
라트코브는 불가리아와 크로아티아 혼혈이다. 세르비아 시민권과 불가리아 시민권을 모두 보유하고 있어 세르비아 또는 불가리아를 대표할 수 있었고, 앞서 언급한 어머니의 혈통을 통해 크로아티아 국가대표팀에 출전할 수 있는 자격도 얻었다. 2023년 9월, 그는 불가리아 대표팀 소집을 거부하고 세르비아 국가대표팀에 합류했다.
라트코브는 UEFA 유로 2024의 세르비아 국가대표팀에 선발되었지만 대회에는 출전하지 못했다.

## 플레이 스타일
CIES 축구 천문대의 이슈 번호 375에 따르면 라트코브는 팀 동료, 고용주 팀의 스포츠 수준, 상대팀의 경기력에 따라 유럽 32개 리그에서 가장 좋은 성적을 거둔 U-21 외야수 100명 중 79위를 차지했으며, 방공, 지상 방어, 회복, 배포, 테이크온, 찬스 창출, 공중 공격, 슈팅 등 8개의 경기 영역을 다루고 있다. 라트코브는 18.6세의 나이로 세 번째로 어린 선수로, 세르비아 선수 중 유일하게 선수 명단에 이름을 올렸으며, 그의 경기 프로필은 타겟 맨 슈팅으로 특징지어진다.